# 3794 Sthenelos
3794 Sthenelos (1985 TF3) là một Trojan của Sao Mộc được phát hiện ngày 12 tháng 10 năm 1985 bởi Carolyn S. Shoemaker và Eugene Merle Shoemaker ở Palomar.